# Anomalon sinuatum
Anomalon sinuatum är en stekelart som först beskrevs av Morley 1912.  Anomalon sinuatum ingår i släktet Anomalon och familjen brokparasitsteklar. Inga underarter finns listade i Catalogue of Life.